# Garnisonen i Sør-Varanger

Emblem

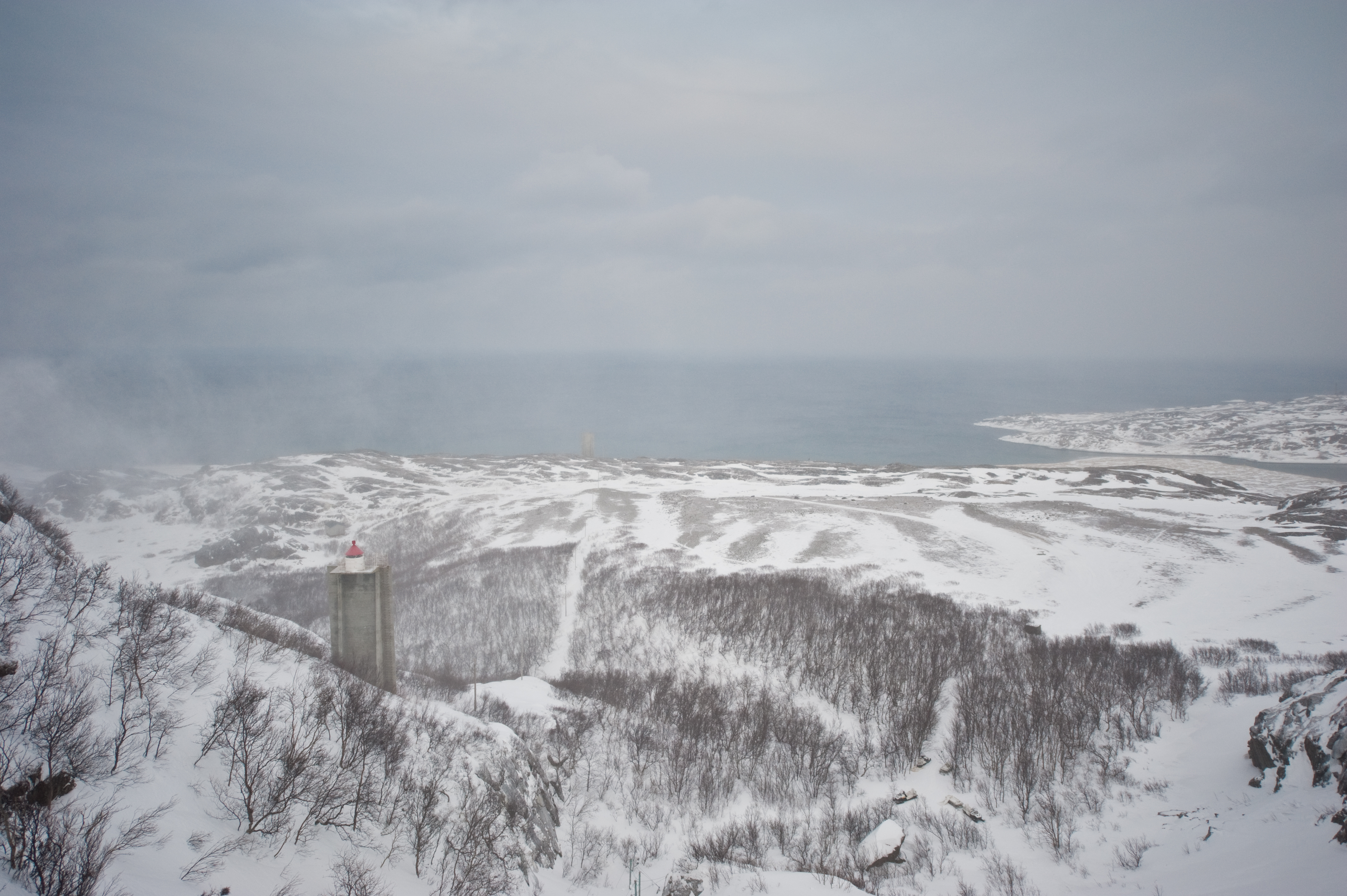
En av gränsbevakningsstationerna

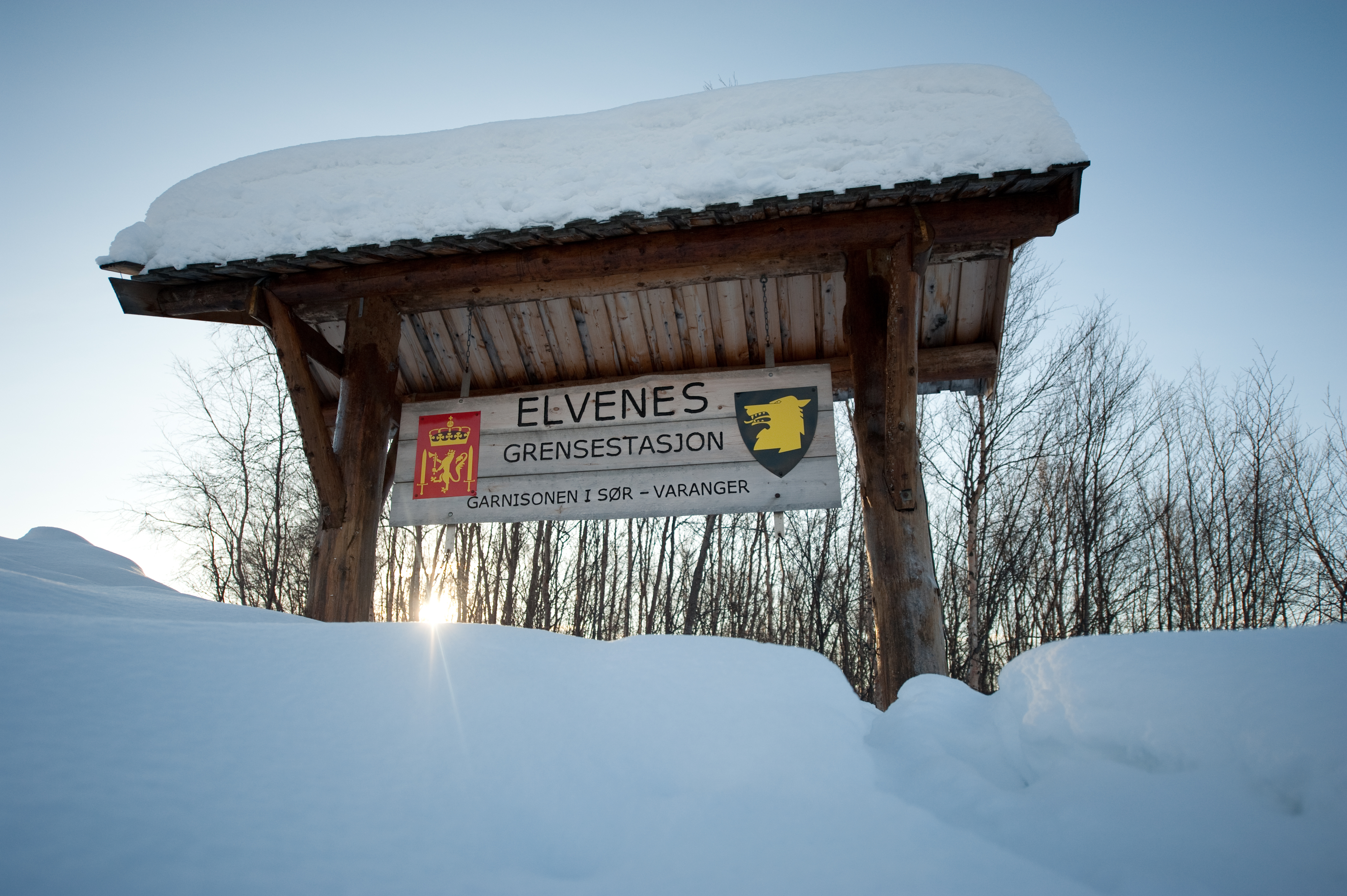
Gränsbevakningsstation Elvenes

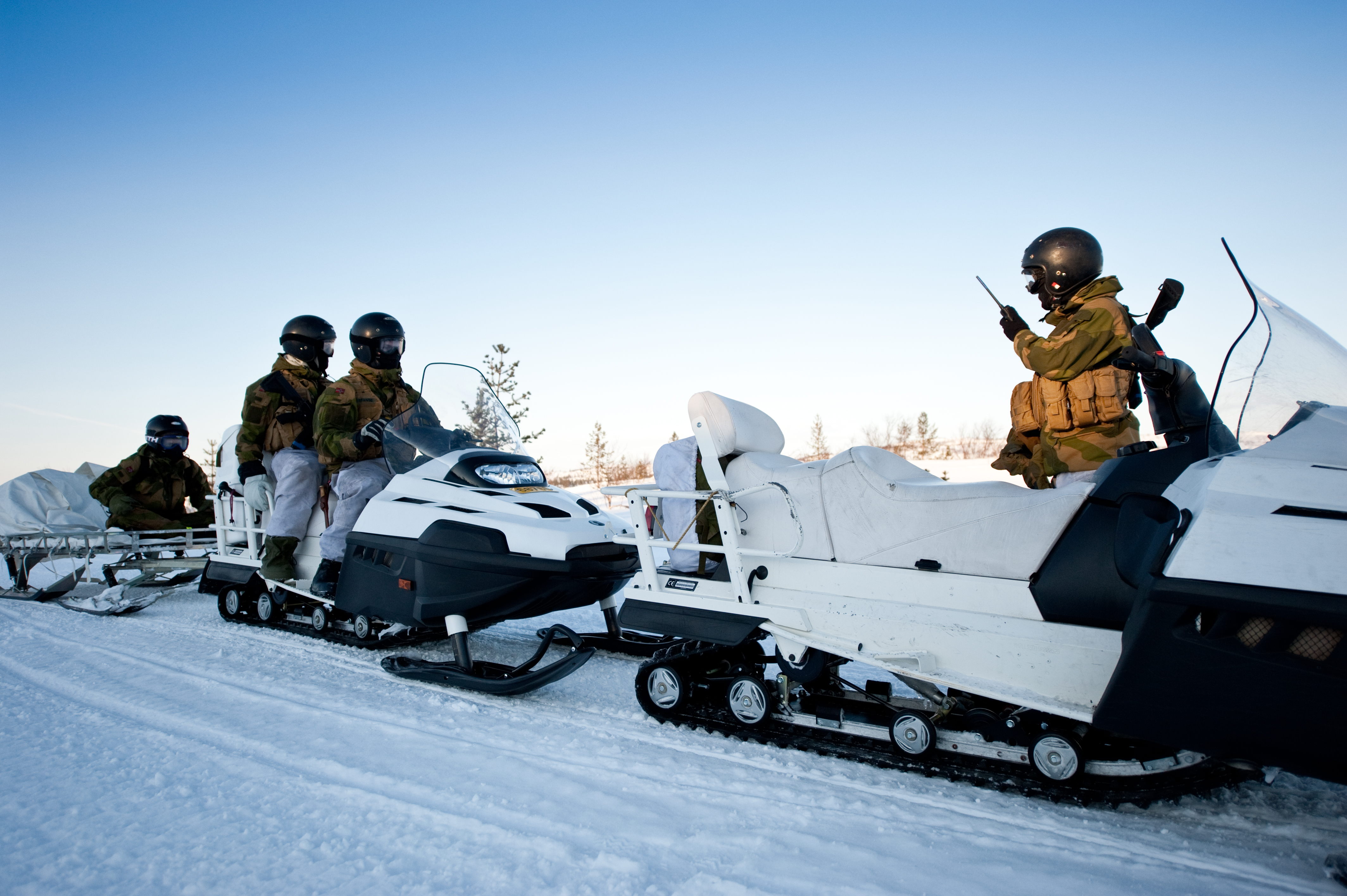
Snöskotrar

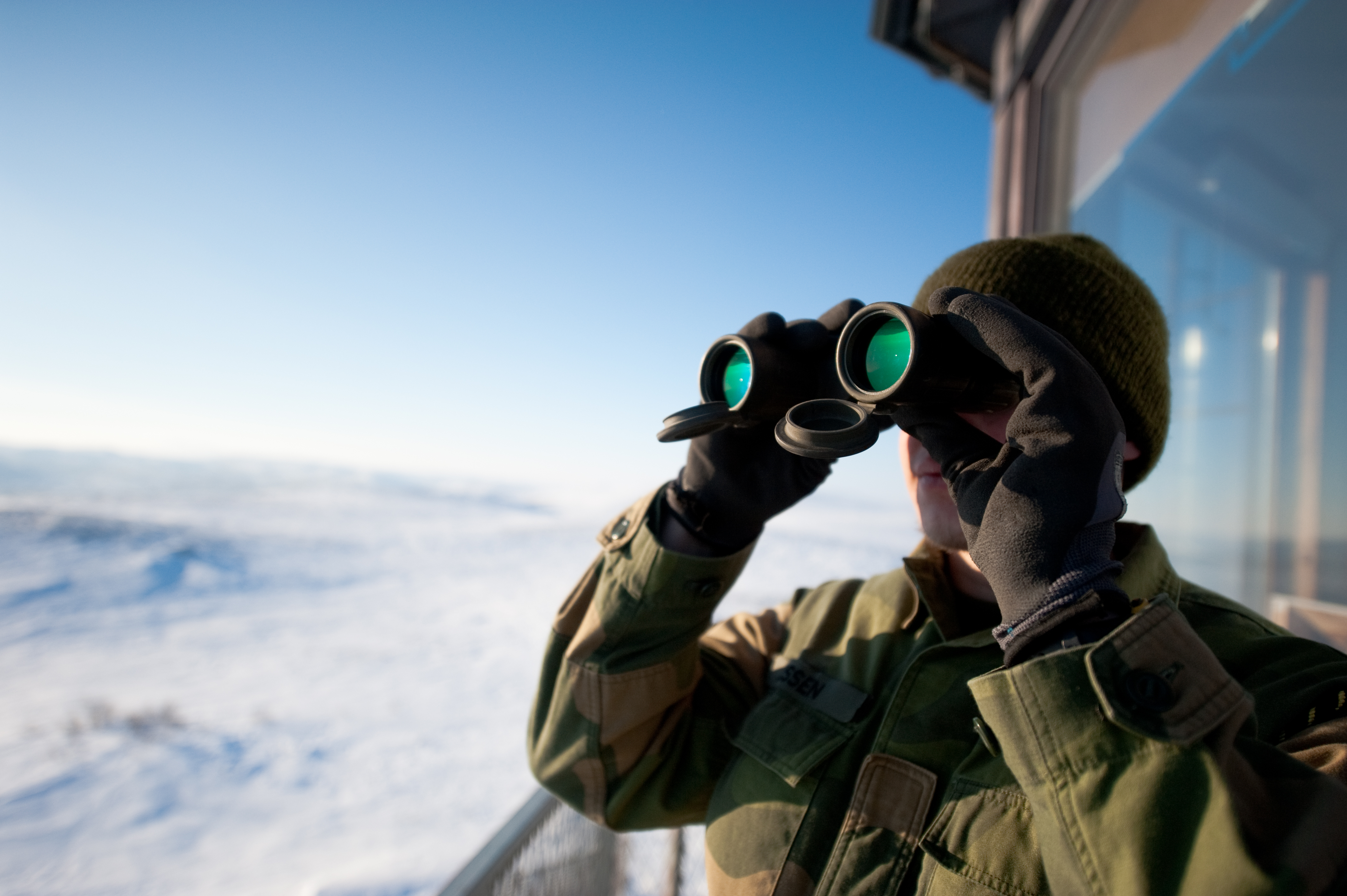

Garnisonen i Sør-Varanger är en enhet inom den norska armén, förlagd till Høybuktmoen utanför Kirkenes i Sør-Varangers kommun i Finnmark fylke. 
Dess grunduppgift är att övervaka den 196 kilometer långa gränsen mellan Norge och Ryssland. År 2001 fick den också i uppgift att ansvara för Norges förpliktelser enligt Schengensamarbetet. Garnisonen bemannas huvudsakligen av värnpliktiga. Den tar emot ungefär 400 rekryter varje sexmånadersperiod.
Garnisonen grundades 1921 som Garnisonskompaniet i Kirkenes, tre år efter det att norsk militär påbörjat gränsövervakning där.

## Organisation till och med 2013
Garnisonen i Sør-Varanger bestod av Grensekompaniet, Garnisonskompaniet  och Grensekompani Utdanning. 
Soldaterna i Grensekompaniet är utbildade för spaningstjänst. De arbetade vid sex gränsstationer längs gränsen mellan Norge och Ryssland i patruller om fyra:
- Grense Jakobselv
- Korpfjell
- Elvenes
- Svanvik
- Skogfoss
- Gjøkåsen

## Organisation från 2014
Grensekompaniet omorganiserades till två kompanier: Grensekompani Jarskog och Grensekompani Pasvik med syfte att samla gränspatrullerna och dess ledningar i två nybyggda större gränsstationer. Den första av dessa, Grensestasjon Pasvik i Svanvik, invigdes i juni 2014. Denna ersatte de tidigare gränsstationerna i Svanvik, Skogfoss och Gjøkåsen. Den andra, Grensestasjon Jarskog i närheten av gränsövergången vid Storskog, var planerad till tidigast 2016 för att då ersätta gränsstationerna i Grense Jakobselv, på Korpfjell och i Elvenes.